# بخش پره‌سر
بخش پره‌سر یکی از بخش‌های شهرستان رضوانشهر در استان گیلان در شمال ایران است.
زبان مردم بخش پره سر زبان تالشی می باشد .

## تقسیمات کشوری
- بخش پره‌سر
  - دهستان دیناچال
  - دهستان ییلاقی ارده

شهر: پره‌سر

## جمعیت
بنابر سرشماری مرکز آمار ایران، جمعیت بخش پره سر شهرستان رضوان شهر در سال ۱۳۸۵ برابر با ۳۰۲۳۸ نفر بوده‌است.